# Antalis (entreprise)
Antalis est une entreprise membre du groupe Kokusai Pulp & Paper, active dans la distribution de papier, d'emballages et de communication visuelle. Le groupe, qui est coté à la bourse de Tokyo a réalisé un chiffre d'affaires de 545 milliards de yens en 2021. En Europe et en Amérique latine, Antalis est le premier distributeur B2B de produits et de services dans le domaine des papiers et des emballages industriels, et le numéro deux de la distribution de supports de communication visuelle. Basé en région parisienne (France), Antalis est présent dans 30 pays, travaille avec plus de 100 000 clients et compte 3 800 employés.

## Historique
En 2000, la Maison Worms & Cie, société commerciale puis financière française fondée en 1848, fait une OPA sur la holding du papetier Arjowiggins. Ce nouvel actionnariat va dissocier les activités de production papetière des activités de distribution, et se recentrer sur cette activité de distribution. À cet effet, la filiale de distribution du papetier Arjowiggins, Arjowiggins Merchanting, est rebaptisé Antalis. Des acquisitions sont ensuite effectuées pour renforcer le poids de cette société de distribution, notamment en Europe : Brangs & Heinrich en 2003 en Allemagne, Dereck Packaging également en 2003, MAP Merchant Group en 2007, Macron (communication visuelle) en 2011 en Allemagne, Branopac en République tchèque en 2012, ainsi que, cette même année 2012, Pack 2000 en Allemagne, Ambassador Packaging en Grande-Bretagne, Abitek Packaging au Chili, etc. Par ailleurs, ce groupe Worms & Cie est rebaptisé Sequana Capital en 2005,.
En 2013, Antalis poursuit sa stratéguie, acquiert l’activité papier de Xerox, Xerox Document Supplies, dans 16 pays d’Europe de l’Ouest, et crée un partenariat avec cette entreprise américaine Xerox, fabricant et commercialisant notamment des photocopieurs et des imprimantes. D'autres acquisitions suivent encore dans les années suivantes comme l'acquisition en 2015 d’entités de Paperlinx (en) et le rachat de la marque Data Copy à Metsä Board, etc.
Le 12 juin 2017, Antalis s'émancipe de Sequana (en difficulté) et s'introduit en Bourse sur le marché d'Euronext à Paris, .
En 2018, Antalis continue ses acquisitions et englobe l'activité de distribution de papiers d'IGEPA en Suède et en Norvège. En 2019, l'activité est toutefois en recul du fait du fléchissement du marché du papier et de l'impact de la pandémie du Covid-19. Cette situation favorise un nouveau regroupement, cette fois au niveau mondial : en 2020, une OPA sur Antalis, fragilisée par ses résultats, est lancée par le groupe japonais Kokusai Pulp & Paper Co Ltd, leader de la distribution de papiers en Asie et en Australie. Antalis est retirée de la bourse en novembre 2020.

## Actionnaires
Liste au 31 mars 2020[réf. nécessaire]
| Nom                  | %       |
| -------------------- | ------- |
| Kokusai Pulp & Paper | 83,75 % |
| Public               | 16,25 % |

## Chiffres clés
En 2022[réf. nécessaire] :
- présence dans 30 pays dans le monde
- 93 centres de distribution
- 100 000 clients
- 3 800 employés